# Perry, Iowa
Perry är en stad (city) i Dallas County, i delstaten Iowa, USA. Enligt United States Census Bureau har staden en folkmängd på 8 083 invånare (2011) och en landarea på 10,8 km².